# We didn't start the fire
We didn't start the fire is een single van de Amerikaanse muzikant Billy Joel. Het nummer beschrijft 118 gebeurtenissen tussen 1949, het geboortejaar van Billy Joel, en 1989, het jaar waarin de single uitkwam op het album Storm front.

## Tekst
De volgende historische gebeurtenissen worden vermeld:
1949
- Harry Truman: de president van de Verenigde Staten, die in 1949 aan zijn tweede ambtstermijn begon.
- Doris Day: Amerikaanse actrice verwerft bekendheid in 1949.
- Red China: de Chinese Communistische Partij wint de Chinese burgeroorlog en sticht de Volksrepubliek China.
- Johnnie Ray: Amerikaans zanger die zijn eerste contract tekent bij Okeh Records.
- South Pacific: musical die op Broadway start.
- Walter Winchell: journalist en uitvinder van de gossip column.
- Joe DiMaggio: legendarische honkballer van de New York Yankees.

1950
- Joseph McCarthy: Amerikaans politicus en anticommunist die in 1950 bekendheid verwerft met zijn Lincoln Day speech.
- Richard Nixon: Nixon wordt in 1950 verkozen in de Amerikaanse Senaat.
- Studebaker: populair automerk begint aan zijn ondergang.
- Television: de televisie wordt wereldwijd een populair medium.
- North Korea, South Korea: begin van de Koreaanse burgeroorlog.
- Marilyn Monroe: Amerikaanse actrice verwerft bekendheid in 1950.

1951
- Rosenbergs: Julius en Ethel Rosenberg worden ter dood veroordeeld voor spionage.
- H-Bomb: nucleair wapen.
- Sugar Ray: wereldkampioen boksen.
- Panmunjeom: grensdorp in Korea.
- Brando: Amerikaans acteur is genomineerd voor een Oscar voor zijn rol in A Streetcar Named Desire.
- The King and I: musical die in première gaat.
- The Catcher in the Rye: controversiële roman van J.D. Salinger komt uit.

1952
- Eisenhower: wordt verkozen tot President van de Verenigde Staten.
- vaccine: vaccinatie tegen polio wordt getest.
- England's got a new Queen: Queen Elizabeth II komt aan de macht in Groot-Brittannië.
- Marciano: wereldkampioen boksen.
- Liberace: Amerikaans performer.
- Santayana Goodbye: filosoof George Santayana overlijdt in 1952.

1953
- Jozef Stalin: Sovjetleider overlijdt in 1953.
- Malenkov: opvolger van Stalin in 1953.
- Nasser: Egyptisch president
- Prokofjev: Russisch componist overlijdt in 1953.
- Rockefeller: Amerikaans filantroop.
- Campanella: Amerikaans honkballer.
- Communist Bloc: groep van communistische landen.

1954
- Roy Cohn: Amerikaans advocaat.
- Juan Perón: Argentijns politicus.
- Toscanini: Italiaans dirigent.
- Dacron: kunststof.
- Điện Biên Phủ Falls: slag tussen Frankrijk en Vietnam in 1954
- Rock Around the Clock: internationale hit voor Bill Haley & His Comets.

1955
- Einstein: overlijdt in 1955.
- James Dean: overlijdt in 1955.
- Brooklyn's Got A Winning Team: de Brooklyn Dodgers winnen de World Series honkbal.
- Davy Crockett: Amerikaans revolutionair en volksheld uit de 19e eeuw.
- Peter Pan: film van Disney.
- Elvis Presley: begint aan zijn zangcarrière.
- Disneyland: opent in 1955 zijn eerste themapark.

1956
- Bardot: Franse actrice wordt een sekssymbool na de film Et Dieu... créa la femme.
- Budapest: hoofdstad van Hongarije bij de Hongaarse Revolutie in 1956.
- Alabama: staat waar Rosa Parks haar plaats weigert af te staan in de bus.
- Chroesjtsjov: Sovjetleider
- Princess Grace: actrice die haar laatste film in 1956, alvorens te trouwen met Reinier III van Monaco.
- Peyton Place: roman
- Trouble In The Suez: internationale crisis rond het Suezkanaal.

1957
- Little Rock: in 1957 werden kinderen van Afrikaanse afkomst geweigerd in een school in Little Rock, Arkansas.
- Pasternak: Russisch schrijver publiceert Dokter Zjivago.
- Mickey Mantle: Amerikaans honkballer.
- Kerouac: Amerikaans schrijver.
- Sputnik: de Sovjet-Unie lanceert een satelliet.
- Zhou Enlai: premier van China.
- The Bridge on the River Kwai: film uit 1957.

1958
- Lebanon: land verkeert in crisis in 1958.
- Charles de Gaulle: verkozen tot president van Frankrijk.
- California Baseball: twee honkbalteams verhuizen van New York naar Californië.
- Starkweather Homicide: moordenaar pleegt zelfmoord.
- Children Of Thalidomide: geneesmiddel wordt uit de markt genomen.

1959
- Buddy Holly: Amerikaans zanger overlijdt in 1959.
- Ben Hur: film uit 1959.
- Space Monkey: testen met dieren in de ruimte.
- Mafia: de FBI begint de georganiseerde misdaad te onderzoeken.
- Hoela Hoops: rage eind jaren 50.
- Castro: wordt verkozen tot president van Cuba.
- Edsel is a no-go: productieflop van Ford.

1960
- U-2: supersonisch vliegtuig.
- Syngman Rhee: Zuid-Koreaans leider.
- Payola: illegale betalingen aan radiostations voor airplay.
- Kennedy: wint Amerikaanse presidentverkiezingen.
- Chubby Checker: heeft een internationale hit met The Twist.
- Psycho: film van Alfred Hitchcock
- Belgians in the Congo: Kongo wordt onafhankelijk van België.

1961
- Hemingway: pleegt zelfmoord in 1961.
- Eichmann: meestgezochte nazi wordt opgepakt.
- Stranger In A Strange Land: roman
- Dylan: zanger
- Berlin: Berlijnse Muur wordt gebouwd
- Bay Of Pigs Invasion: Cubacrisis

1962
- Lawrence of Arabia: film uit 1962.
- British Beatlemania: The Beatles worden buitengewoon populair.
- Ole Miss: eerste zwarte wordt toegelaten op de Universiteit van Mississippi.
- John Glenn: Amerikaans astronaut.
- Liston beats Patterson: legendarische boksmatch tussen Sonny Liston en Floyd Patterson.

1963
- Pope Paul: Paulus VI wordt paus.
- Malcolm X: Amerikaans burgerrechtenactivist.
- British Politician Sex: Brits minister van Defensie John Profumo komt in opspraak wanneer hij een affaire heeft met prostituee Christine Keeler.
- JFK blown away: moord op John F. Kennedy.

1964 tot en met 1989
- Birth Control: de pil raakt wijdverspreid
- Hồ Chí Minh: leider van Vietnam.
- Richard Nixon back again: na een eerdere poging in 1960, wordt Richard Nixon in 1968 wel verkozen tot president.
- Moonshot: eerste landing op de maan.
- Woodstock: muziekfestival dat gezien wordt als het hoogtepunt van de hippiecultuur.
- Watergate: politiek schandaal waardoor Richard Nixon uiteindelijk aftreedt als president.
- Punk rock: revolutionaire muzikale beweging met onder meer de Sex Pistols
- Begin: premier van Israël die met de Egyptische president Anwar Sadat de Camp Davidakkoorden ondertekent in 1978.
- Reagan: voormalig acteur voert campagne om Amerikaans president te worden, in 1976 nog zonder succes. In 1980 wordt hij echter wel verkozen.
- Palestine: het aanhoudende Israëlisch-Palestijns conflict.
- Terror On The Airline: vliegtuigkapingen, waaronder de kaping van een Air France-vlucht door Palestijnse terroristen, die uitmondde in Operatie Entebbe in 1976.
- Ayatollahs in Iran: de Iraanse Revolutie in 1979 brengt ayatollah Khomeini aan de macht.
- Russians In Afghanistan: de Sovjet-Unie valt Afghanistan binnen in 1979.
- Wheel Of Fortune: populair televisieprogramma.
- Sally Ride: eerste Amerikaanse vrouw in de ruimte.
- Heavy Metal Suicide: controverse die ontstaat rond heavy metal-nummers van Ozzy Osbourne en Judas Priest die fans zouden aanzetten tot zelfmoord.
- Foreign Debts: staatsschuld van de Verenigde Staten loopt op.
- Homeless Vets: een groot aantal veteranen van de Vietnamoorlog blijkt in armoede te verkeren en dakloos te zijn.
- Aids: symptomen veroorzaakt door besmetting met het hiv duiken begin jaren 80 voor het eerst op bij mensen.
- Crack: het gebruik van crack, een variant van cocaïne, neemt toe in Amerikaanse steden in 1984 en 1985.
- Bernie Goetz: schiet vier mensen neer in de metro van New York in 1984.
- Hypodermics On The Shore: medisch afval, waaronder gebruikte injectiespuiten, spoelt aan op Amerikaanse stranden in 1987 en 1988.
- China's under martial law: China kondigt de krijgswet af en zet militaire krachten in tegen de protesten op het Tiananmenplein.
- Rock and roller cola wars: rivaliserende frisdrankfabrikanten Pepsi en Coca-Cola pakken uit met grootse reclamecampagnes waarin sterartiesten als Michael Jackson hun producten aanprijzen.

## Hitnoteringen
We didn’t start the fire stond in Joels' thuisland de Verenigde Staten negentien weken in de Billboard Hot 100 bereikte uiteindelijk één week de nummer 1-positie. In het Verenigd Koninkrijk stond de single tien weken genoteerd in de UK Singles Chart met als hoogste notering de 7e positie. In de Eurochart Hot 100 werd de 21e positie behaald.
In Nederland was de plaat op vrijdag 6 oktober 1989 Veronica Alarmschijf op Radio 3 en werd een radiohit in de destijds twee hitlijsten op de nationale publieke popzender. De single bereikte de 11e positie in zowel de Nederlandse Top 40 als de Nationale Hitparade Top 100.
In België bereikte de plaat de 6e positie in de voorloper van de Vlaamse Ultratop 50 en de 8e positie in de Vlaamse Radio 2 Top 30. In Wallonië werd géén notering behaald.
Sinds de editie van december 2014 staat de plaat genoteerd in de jaarlijkse NPO Radio 2 Top 2000 van de Nederlandse publieke radiozender NPO Radio 2, met als hoogste notering een 1275e positie in 2021.

### Nederlandse Top 40
Veronica Alarmschijf Radio 3 06-10-1989.
| Positie: | 26 | 16 | 11 | 12 | 19 | 25 | 39 | uit |

### Nationale Hitparade Top 100
| Positie: | 100 | 43 | 15 | 11 | 11 | 16 | 20 | 32 | 42 | 77 | 100 | uit |

### Vlaamse Radio 2 Top 30
| Positie: | 30 | 18 | 12 | 11 | 9 | 10 | 8 | 9 | 25 | uit |

### Vlaamse Ultratop 50
| Positie: | 46 | 38 | 19 | 13 | 9 | 7 | 6 | 8 | 12 | 20 | 38 | 44 | uit |

### NPO Radio 2 Top 2000
| Nummer met noteringen in de NPO Radio 2 Top 2000 | '14  | '15  | '16  | '17  | '18  | '19  | '20  | '21  | '22  | '23  | '24  |
| ------------------------------------------------ | ---- | ---- | ---- | ---- | ---- | ---- | ---- | ---- | ---- | ---- | ---- |
| We Didn't Start the Fire                         | 1934 | 1779 | 1819 | 1762 | 1714 | 1421 | 1340 | 1275 | 1278 | 1407 | 1289 |

1. ↑  Een vetgedrukt getal geeft de hoogste notering aan.
2. ↑  2014 was het eerste jaar met een notering voor dit nummer.

## Cover
De Heideroosjes zongen met hun De wereld draait door (1989-2009) over hetzelfde thema.